# Cecilia Beaux
Cecilia Beaux, född 1 maj 1855, död 17 september 1942, var en amerikansk konstnär. 
Hon är främst känd för sina impressionistiska porträtt av rika amerikaner under Gilded age, och blev 1895 den första kvinna som undervisade vid Pennsylvania Academy of the Fine Arts.